# Indygowiec
Indygowiec (Indigofera L.) – rodzaj roślin należący do rodziny bobowatych. Należy do niego 713 gatunków występujących w całej strefie międzyzwrotnikowej. Pantropikalny zasięg ma jednak tylko 6 gatunków, podczas gdy większość – ok. 490 jest endemitami Madagaskaru. Kilkanaście gatunków jest rozpowszechnionych w tropikach Starego Świata, ok. 150 rośnie w Azji, Australii i Oceanii, a ok. 45 na kontynentach amerykańskich. Rośliny te rosną w tropikalnych i subtropikalnych lasach okresowo suchych, na sawannach, w formacjach suchorośli, na skrajach lasów i na terenach przekształconych.
W przeszłości niektóre gatunki były bardzo ważnymi roślinami barwierskimi, w szczególności: indygowiec barwierski I. tinctoria, I. arrecta, I. articulata i I. suffruticosa. Wykorzystywane są jako rośliny paszowe, lecznicze, zielony nawóz, niektóre są jadalne, uprawiane są jako ozdobne i w celu ochrony gleby przed erozją.

## Morfologia
PokrójKrzewy do 4 m wysokości, półkrzewy, byliny, rzadko rośliny roczne i małe drzewa. Pozbawione cierni, ale zwykle owłosione. Włoski zwykle T-kształtne, czasem o nierównych ramionach.
LiścieSkrętoległe, zimozielone lub sezonowe, wsparte przylistkami trwałymi lub odpadającymi. Blaszka nieparzyście pierzasto złożona, zwykle z 7–27 listkami osadzonymi naprzeciwlegle, rzadziej skrętoległymi, czasem z listkami zredukowanymi do jednego. Listki całobrzegie, czasem z gruczołkami.
KwiatyMotylkowe, zebrane w grona wyrastające w kątach liści, zwykle wydłużone, czasem zwisające. Kielich dzwonkowaty, z 5 nierównymi ząbkami. Korona najczęściej czerwona, rzadziej biała lub żółta. Pręcików 10, z czego 9 ma nitki zrośnięte, a jeden, najwyższy jest wolny. Słupek pojedynczy, z jednego owocolistka, z górną, siedzącą zalążnią zawierającą liczne zalążki, z szyjką słupka równowąską, zwieńczoną drobnym, główkowatym znamieniem.
OwoceStrąki równowąskie i długie lub eliptyczne do jajowatych, walcowate lub czteroboczne, zawierają nasiona owalne lub prostokątne na przekroju.

## Systematyka
Pozycja według APweb
Jeden z rodzajów podrodziny bobowatych właściwych Faboideae w rzędzie bobowatych Fabaceae s.l. W obrębie podrodziny należy do plemienia Indigofereae.
Pozycja w systemie Reveala (1993-1999)
Gromada okrytonasienne Cronquist, podgromada Magnoliophytina Frohne & U. Jensen ex Reveal, klasa Rosopsida Batsch, podklasa różowe Takht., nadrząd Fabanae R. Dahlgren ex Reveal, rząd bobowce Bromhead, rodzina bobowate Lindl, plemię Indigofereae Benth., podplemię Indigoferinae Thomson, rodzaj indygowiec L. (Indigofera L.).
Wybrane gatunki
- Indigofera gerrardiana Harv. – indygowiec Gerarda
- Indigofera incarnata (Willd.) Nakai – indygowiec krwisty
- Indigofera kirilowii Maxim. ex Palibin – indygowiec Kiryłowa
- Indigofera tinctoria L. – indygowiec barwierski